# Pantoporia pindola
Pantoporia pindola är en fjärilsart som beskrevs av Hans Fruhstorfer 1906. Pantoporia pindola ingår i släktet Pantoporia och familjen praktfjärilar. Inga underarter finns listade i Catalogue of Life.